# Conte à la poupée
Conte à la poupée est une œuvre pour piano d'Albert Roussel composée en 1904.

## Présentation
Le manuscrit de Conte à la poupée est daté du 6 novembre 1904.  
La partition est écrite pour piano et initialement publiée dans l'Album pour enfants petits et grands édité par la Schola Cantorum, un recueil regroupant des pièces pour piano à deux et quatre mains de plusieurs musiciens de la Schola, Édition Mutuelle, orné d'une couverture illustrée par Maurice Denis.  
L’œuvre est dédiée à Anne-Marie Delcroix Daudet.   

## Analyse
Conte à la poupée est en ré bémol majeur, tempo assez lent.    
Guy Sacre y entend « un conte en effet [...], berceur et doux en son début, avec le tendre unisson des voix intérieures. Dans la partie en fa, la poupée, sans crier gare, étant devenue savante, voici un petit canon charmant, avant le retour à la monotone paix initiale. »
Dans le catalogue des œuvres du compositeur établi par la musicologue Nicole Labelle, la pièce porte le numéro L 5. 
La durée moyenne d'exécution de Conte à la poupée est de trois minutes environ.

## Discographie
- « Albert Roussel, l'intégrale pour piano », Lucette Descaves (piano), 2 disques 33t, Versailles MEDX12011 et MEDX12012, 1959[4],[5].
- « Albert Roussel, intégrale de l'œuvre pour piano », 2 disques 33t, Jean Boguet (piano), Belvédère BEL 1111 et BEL 1112, 1969[6],[5].
- Roussel : Promenade sentimentale, Complete Piano Music, Emanuele Torquati (piano), Brilliant Classics 94329, 2012[7].
- Roussel : Piano Music Vol. 1, Jean-Pierre Armengaud (piano), Naxos 8.573093, 2013[8].

### Ouvrages généraux
- Harry Halbreich, « Albert Roussel », dans François-René Tranchefort (dir.), Guide de la musique de piano et de clavecin, Paris, Fayard, coll. « Les Indispensables de la musique », 1987, 867 p. (ISBN 978-2-213-01639-9, OCLC 17967083), p. 621-624.
- Guy Sacre, La musique pour piano : dictionnaire des compositeurs et des œuvres, vol. II (J-Z), Paris, Robert Laffont, coll. « Bouquins », 1998, 2998 p. (ISBN 978-2-221-08566-0), p. 2335-2345.

### Monographies
- Françoise Andrieu, « Catalogue des œuvres », dans École normale de musique de Paris, Jean Austin (dir.), Albert Roussel, Paris, Actes Sud, 1987, 125 p. (ISBN 2-86943-102-3), p. 46–95.
- Nicole Labelle, Catalogue raisonné de l'œuvre d'Albert Roussel, Louvain-la-Neuve, Département d'archéologie et d'histoire de l'art, Collège Érasme, coll. « Publications d'histoire de l'art et d'archéologie de l'Université catholique de Louvain » (no 78), 1992, 159 p.
- Damien Top, Albert Roussel, Paris, Bleu nuit éditeur, coll. « Horizons » (no 53), 2016, 176 p. (ISBN 978-2-35884-062-0).